# Avatar (phim 2009)
Avatar (còn được tiếp thị là James Cameron's Avatar) là một bộ phim khoa học viễn tưởng sử thi năm 2009 do James Cameron đạo diễn, viết kịch bản, đồng sản xuất và đồng biên tập với sự tham gia của Sam Worthington, Zoe Saldana, Stephen Lang, Michelle Rodriguez, và Sigourney Weaver. Lấy bối cảnh vào giữa thế kỷ 22, khi con người đang xâm chiếm Pandora, một mặt trăng tươi tốt ở được của một người khổng lồ khí trong hệ sao Alpha Centauri, để khai thác khoáng sản quý giá unobtanium. Việc mở rộng thuộc địa khai thác mỏ đe dọa sự tồn tại liên tục của bộ tộc địa phương Na'vi, một loài hình người bản địa của Pandora. Nội dung của bộ phim đề cập đến một cơ thể Na'vi biến đổi gen được vận hành từ bộ não của một con người ở xa được sử dụng để tương tác với người bản địa của Pandora.
Quá trình phát triển Avatar bắt đầu vào năm 1994, khi James Cameron viết một đoạn dài 80 trang cho bộ phim. Quá trình quay phim dự kiến diễn ra sau khi hoàn thành phim Titanic của Cameron, dự kiến phát hành vào năm 1999; tuy nhiên, theo Cameron, vẫn chưa có công nghệ cần thiết để đạt được tầm nhìn của ông về bộ phim. Công việc nghiên cứu ngôn ngữ của người Na'vi bắt đầu vào năm 2005, và Cameron bắt đầu phát triển kịch bản và vũ trụ hư cấu vào đầu năm 2006. Avatar được đầu tư kinh phí chính thức ở mức 237 triệu đô la, do hàng loạt hiệu ứng hình ảnh mới mà Cameron đã đạt được khi hợp tác với Weta Digital ở Wellington. Các ước tính khác đặt chi phí vào khoảng từ 280 triệu đô la đến 310 triệu đô la cho sản xuất và 150 triệu đô la cho quảng bá. Bộ phim đã sử dụng rộng rãi các kỹ thuật quay phim bắt chuyển động mới và được phát hành để xem truyền thống, xem 3D (sử dụng các định dạng RealD 3D, Dolby 3D, XpanD 3D, và IMAX 3D), và trải nghiệm "4D" tại các rạp chọn lọc của Hàn Quốc.
Avatar được công chiếu lần đầu vào ngày 10 tháng 12 năm 2009 tại London và được phát hành tại Mỹ và Việt Nam vào ngày 18 tháng 12 năm 2009 với những đánh giá tích cực. Các nhà phê bình đánh giá cao hiệu ứng hình ảnh đột phá của nó, mặc dù câu chuyện được coi là dễ đoán. Trong thời gian chiếu rạp, bộ phim đã phá vỡ nhiều kỷ lục phòng vé và trở thành bộ phim có doanh thu cao nhất vào thời điểm đó, cũng như ở Hoa Kỳ và Canada, vượt qua Titanic của Cameron, bộ phim mà đã giữ những kỷ lục đó trong mười hai năm. Avatar vẫn là phim có doanh thu cao nhất thế giới trong gần một thập kỷ cho đến khi bị vượt qua bởi Avengers: Hồi kết vào năm 2019, nhưng việc phát hành lại Avatar của Trung Quốc đã khiến bộ phim chiếm lại vị trí hàng đầu trên toàn thế giới vào tháng 3 năm 2021, vị trí mà nó đã có được kể từ đó. Đã điều chỉnh theo lạm phát, Avatar là bộ phim có doanh thu cao thứ hai mọi thời đại sau Cuốn theo chiều gió, với tổng doanh thu hơn 3 tỷ USD. Nó cũng trở thành bộ phim đầu tiên thu về hơn 2 tỷ đô la và là tựa video bán chạy nhất năm 2010 tại Hoa Kỳ. Avatar được đề cử chín giải Oscar, bao gồm Phim hay nhất và Đạo diễn xuất sắc nhất, và giành ba giải Thiết kế sản xuất xuất sắc nhất, Quay phim xuất sắc nhất và Hiệu ứng hình ảnh xuất sắc nhất. Thành công của bộ phim cũng dẫn đến việc các nhà sản xuất thiết bị điện tử phát hành TV 3D và khiến phim 3D ngày càng phổ biến.
Sau thành công của bộ phim, Cameron đã ký hợp đồng với 20th Century Fox để sản xuất bốn phần tiếp theo. Phần tiếp theo đầu tiên, Avatar: Dòng chảy của nước, được phát hành vào ngày 16 tháng 12 năm 2022, đã phá vỡ nhiều kỷ lục phòng vé và nhận được những đánh giá tương tự. Avatar 3 đã hoàn thành phần quay chính và sẽ ra mắt vào năm 2025. Các phần tiếp theo dự kiến ra mắt vào năm 2026 và 2028. Một số diễn viên đã trở lại, bao gồm Worthington, Saldana, Lang và Weaver.

## Nội dung
Vào năm 2154, Tập đoàn RDA đang khai thác một loại khoáng sản có giá trị tên là unobtanium tại Pandora, một mặt trăng có hệ sinh thái rừng rậm có thể sinh sống được quay quanh Polyphemus, một hành tinh khí khổng lồ nằm trong chòm sao Alpha Centauri. Pandora, nơi có bầu không khí độc hại đối với con người, là nơi sinh sống của người Na’vi, cao khoảng 3 m, có da màu xanh, có hình dáng và trí óc giống con người. Họ sống hòa hợp với thiên nhiên và tôn thờ Mẹ vĩ đại Eywa. Để tìm hiểu về người Na’vi và sinh quyển ở Pandora, các nhà khoa học sử dụng các cơ thể người lai Na’vi gọi là Avatar, được hoạt động thông qua liên kết thần kinh bởi những người có kiểu gen phù hợp. Jake Sully, một cựu lính thủy đánh bộ bị liệt hai chân được gọi đến để thay thế người anh sinh đôi là một nhà khoa học được huấn luyện để trở thành một Avatar nhưng đã bị giết chết trong một vụ cướp. Tiến sĩ Grace Augustine, người đứng đầu chương trình Avatar, nghĩ rằng Jake là một người thay thế không thích hợp và phân công anh làm vệ sĩ. Trong khi bảo vệ các bản thể Avatar của Grace và nhà khoa học Norm Spellman trong chuyến thám hiểm nhằm thu thập một số mẫu vật sinh học và dữ liệu về rừng, bản thể Avatar của Jake đã bị tấn công bởi một loài động vật ăn thịt gọi là thanator. Khi bỏ chạy để giữ mạng sống, Jake lạc mất hai người kia và đi lang thang trong rừng. Neytiri, một cô gái người Na'vi, vô tình gặp Jake và bất đắc dĩ giải cứu anh khỏi đám động vật hoang dã về đêm. Nhìn thấy những điềm báo từ Eywa, cô đã đưa anh đến gặp gia tộc của mình tại Cây thần; ở đây, Jake gặp cha của Neytiri, tộc trưởng Eytukan. Mo'at – mẹ của Neytiri, thủ lĩnh tâm linh của cả bộ tộc – đã ra lệnh cho con gái của bà dạy cho "người trời" cách sống của người Na’vi.
Người chỉ huy Sec-Ops, Lực lượng An ninh riêng của RDA, Đại tá Miles Quaritch, hứa với Jake rằng công ty sẽ giúp anh có lại đôi chân nếu anh thu thập thông tin về người Na’vi. Cây thần là nơi giàu khoáng vật unobtanium nhất trong khoảng một trăm dặm. Khi Grace biết được Jake đã đưa thông tin cho Quaritch, cô đã tự động di chuyển cùng Jake và Norm đến một tiền đồn xa hơn. Qua ba tháng, Jake đã trở nên gần gũi với Neytiri và người dân Pandora. Sau khi Jake được kết nạp vào bộ tộc, anh và Neytiri chọn nhau làm bạn tình. Jake đã lộ ra sự thay đổi về lòng trung thành khi anh cố gắng phá hỏng một chiếc xe ủi của Lực lượng An ninh. Khi Quaritch cho Giám đốc điều hành Parker Selfridge, người lãnh đạo tập đoàn RDA, xem một đoạn video nhật ký của Jake, trong đó anh thừa nhận rằng người Na’vi sẽ không bao giờ từ bỏ Cây thần, Selfridge đã ra lệnh phá hủy Cây thần. Với những lý lẽ của Grace cho rằng phá hủy Cây thần có thể ảnh hưởng đến hệ thực vật và mạng lưới thần kinh mà mỗi người dân Pandora đều được truy cập, Selfridge đã cho Jake và Grace một giờ đồng hồ để thuyết phục người Na’vi sơ tán. Khi Jake thú nhận nhiệm vụ ban đầu của mình, Neytiri buộc tội anh phản bội toàn bộ bộ tộc, rồi bản thể Avatar của Jake và Grace bị trói và nhốt lại. Lực lượng của Quaritch bắt đầu bắn phá Cây thần, giết cha của Neytiri và những người dân vô tội khác. Mo’at liền trả tự do cho Jake và Grace, nhưng họ lại bị ngắt kết nối với bản thể Avatar, bị trở lại trụ sở RDA và bị giam giữ. Trudy Chacón, một phi công ghê tởm với cách thức tàn bạo của Quaritch, đã giải cứu họ và đưa họ đến tiền đồn để kết nối với bản thể Avatar. Trong khi cả nhóm trốn thoát, Quaritch đã bắn và để lại vài vết thương cho Grace.
Người Na’vi vốn có sẵn mối liên kết với một vài động vật. Để lấy lại lòng tin của người Na’vi, Jake đã mạo hiểm để liên kết với Toruk, một quái thú săn mồi dạng rồng biết bay cực kỳ mạnh mẽ mà người Na'vi vô cùng kính sợ và tôn sùng và trong lịch sử chỉ có năm người thuần hóa được nó để trở thành Toruk Makto. Jake tìm thấy những người tị nạn tại Cây linh hồn và cầu xin Mo’at cứu Grace. Cả bộ tộc cố gắng chuyển linh hồn Grace từ cơ thể của cô vào bản thể Avatar với sự trợ giúp của Cây linh hồn, nhưng cô không chịu nổi vết thương và đã chết – "về với Eywa". Được hỗ trợ bởi tộc trưởng mới của Omaticaya, Tsu'tey, Jake tuyển dụng hàng ngàn chiến binh từ các bộ tộc láng giềng để chống lại lực lượng của Quaritch. Vào đêm trước trận đánh, Jake thay mặt người Na’vi cầu nguyện với Eywa, thông qua kết nối với Cây linh hồn. Quaritch phát hiện ra việc huy động quân của người Na’vi và thuyết phục Selfridge ủy quyền cho ông ta tổ chức một trận đánh phủ đầu, tấn công Cây linh hồn, tin rằng việc phá hủy nó sẽ làm người bản địa mất tinh thần.
Người Na’vi đã tổ chức cuộc phản công nhưng cũng chịu tổn thất rất nặng nề, Tsu’tey và Trudy đã hi sinh. Khi đang tuyệt vọng, những động vật hoang dã đột nhiên tham gia trận đánh và áp đảo phe "người trời", Neytiri cho rằng Eywa đã đáp lại lời nguyện cầu của Jake. Jake phá hủy một tàu con thoi chở bom trước khi nó đến chỗ Cây linh hồn. Quaritch đã thoát khỏi con tàu chỉ huy trước khi nó nổ tung và khoác vào người bộ giáp robot AMP. Ông ta tình cờ tìm thấy tiền đồn kết nối bản thể Avatar nơi cơ thể con người của Jake đang nằm, làm Jake ngộ độc bởi bầu khí quyển độc hại. Neytiri sau đó giết Quaritch và kịp thời đến bên Jake để cứu mạng anh. Cả hai khẳng định tình yêu của mình khi lần đầu tiên Neytiri thấy cơ thể con người của Jake. Với ngoại lệ là Jake, Norm, Max Patel và một số nhà khoa học khác, tất cả người Trái Đất đều bị trục xuất khỏi Pandora. Jake mặc bộ đồ tượng trưng cho tộc trưởng Omaticaya. Cả bộ tộc đã thực hiện nghi lễ riêng biệt cho Eywa để chuyển linh hồn Jake sang bản thể Avatar của anh.

## Diễn viên

### Con người/Avatar
- Sam Worthington trong vai Jake Sully, một cựu Thủy quân lục chiến tàn tật trở thành một phần của Chương trình Thế thần sau khi người anh song sinh của anh ta bị giết. Nền tảng quân sự của anh ấy giúp các chiến binh Na'vi liên hệ với anh ấy. Cameron đã chọn nam diễn viên người Úc sau khi tìm kiếm các diễn viên trẻ đầy triển vọng trên toàn thế giới, ưu tiên những người tương đối ít tên tuổi để giảm ngân sách.[37] Worthington, lúc đó đang sống trong ô tô của anh ấy,[38] đã thử vai hai lần trong giai đoạn đầu của quá trình phát triển,[13] và anh ấy đã ký hợp đồng tham gia các phần tiếp theo.[39] Cameron cảm thấy rằng vì Worthington chưa thực hiện một bộ phim lớn nào nên anh ấy sẽ mang đến cho nhân vật "một phẩm chất thực sự chân thực". Cameron cho biết anh ấy "có phẩm chất trở thành một chàng trai mà bạn muốn uống bia cùng, và cuối cùng anh ấy trở thành một nhà lãnh đạo có thể thay đổi thế giới".[40] Worthington cũng xuất hiện trong một thời gian ngắn với tư cách là người anh song sinh đã qua đời của Jake, Tommy. Cameron đã đề nghị vai diễn này cho Matt Damon, với 10% lợi nhuận của bộ phim, nhưng Damon đã từ chối bộ phim vì cam kết của anh ấy với loạt phim Bourne.[41]
- Stephen Lang trong vai Đại tá Miles Quaritch, người đứng đầu chi tiết an ninh của hoạt động khai thác mỏ. Nhất quán quyết liệt trong việc coi thường bất kỳ sự sống nào không được công nhận là con người, hắn coi thường cư dân của Pandora, điều này thể hiện rõ trong cả hành động và ngôn ngữ của hắn. Lang đã thử vai trong Aliens (1986) của Cameron không thành công, nhưng đạo diễn đã nhớ đến Lang và tìm kiếm anh cho Avatar.[42] Michael Biehn, người đã từng làm việc với Cameron trong Aliens, Kẻ hủy diệt và Kẻ hủy diệt 2: Ngày phán xét, đã được cân nhắc ngắn gọn cho vai diễn này. Anh đọc kịch bản và xem một số cảnh phim 3-D với Cameron[43] nhưng cuối cùng không được chọn.
- Sigourney Weaver trong vai Tiến sỹ Grace Augustine, một nhà sinh học vũ trụ và là người đứng đầu Chương trình Avatar. Cô ấy cũng là người cố vấn của Sully và là người ủng hộ quan hệ hòa bình với người Na'vi, đã thành lập một trường dạy tiếng Anh cho họ.[44]
- Michelle Rodriguez trong vai Trudy Chacón, một phi công chiến đấu được giao nhiệm vụ hỗ trợ Chương trình Avatar, người có thiện cảm với người Na'vi. Cameron đã muốn làm việc với Rodriguez kể từ khi nhìn thấy cô ấy trong Girlfight.[42]
- Giovanni Ribisi trong vai Parker Selfridge, quản trị viên công ty cho hoạt động khai thác RDA.[45] Mặc dù ban đầu anh ta sẵn sàng tiêu diệt nền văn minh Na'vi để bảo toàn lợi nhuận của công ty, nhưng anh ta miễn cưỡng cho phép tấn công người Na'vi và làm hoen ố hình ảnh của mình, chỉ làm như vậy sau khi Quaritch thuyết phục anh ta rằng đó là cần thiết và rằng các cuộc tấn công sẽ là nhân đạo. Khi các cuộc tấn công được phát đến căn cứ, Selfridge tỏ ra khó chịu trước bạo lực.
- Joel David Moore trong vai Tiến sỹ Norm Spellman, một nhà nhân loại học[46] nghiên cứu đời sống thực vật và động vật như một phần của Chương trình Avatar.[47] Anh đến Pandora cùng lúc với Jake và vận hành một thế thân. Mặc dù anh ấy được cho là sẽ dẫn đầu cuộc tiếp xúc ngoại giao với người Na'vi, nhưng hóa ra Jake lại có tính cách phù hợp hơn để giành được sự tôn trọng của người bản xứ.
- Dileep Rao trong vai Tiến sỹ Max Patel, một nhà khoa học làm việc trong Chương trình Thế thần và đến hỗ trợ cuộc nổi dậy của Jake chống lại RDA[48]

### Na'vi
- Zoe Saldana trong vai Neytiri, con gái của thủ lĩnh Omaticaya (tộc Na'vi trung tâm của câu chuyện). Cô ấy bị Jake thu hút vì sự dũng cảm của anh ấy, mặc dù thất vọng với anh ấy vì những gì cô ấy coi là sự ngây thơ và ngu ngốc của anh ấy. Cô ấy là người yêu của Jake.[49] Nhân vật, giống như tất cả người Na'vi, được tạo bằng cách sử dụng ghi lại hiệu suất và khía cạnh hình ảnh của nó hoàn toàn do máy tính tạo ra.[50] Saldana đã ký hợp đồng tham gia các phần tiếp theo tiềm năng.[51]
- CCH Pounder trong vai Mo'at, thủ lĩnh tinh thần của Omaticaya, mẹ của Neytiri, và là vợ của thủ lĩnh bộ tộc Eytukan.[52]
- Wes Studi trong vai Eytukan, thủ lĩnh tộc Omaticaya, cha của Neytiri và bạn đời của Mo'at.
- Laz Alonso trong vai Tsu'tey, trong vai Tsu'tey, chiến binh giỏi nhất của Omaticaya. Anh ta là người thừa kế quyền thủ lĩnh của bộ lạc. Mở đầu câu chuyện, anh được hứa hôn với Neytiri.

### Chủ đề

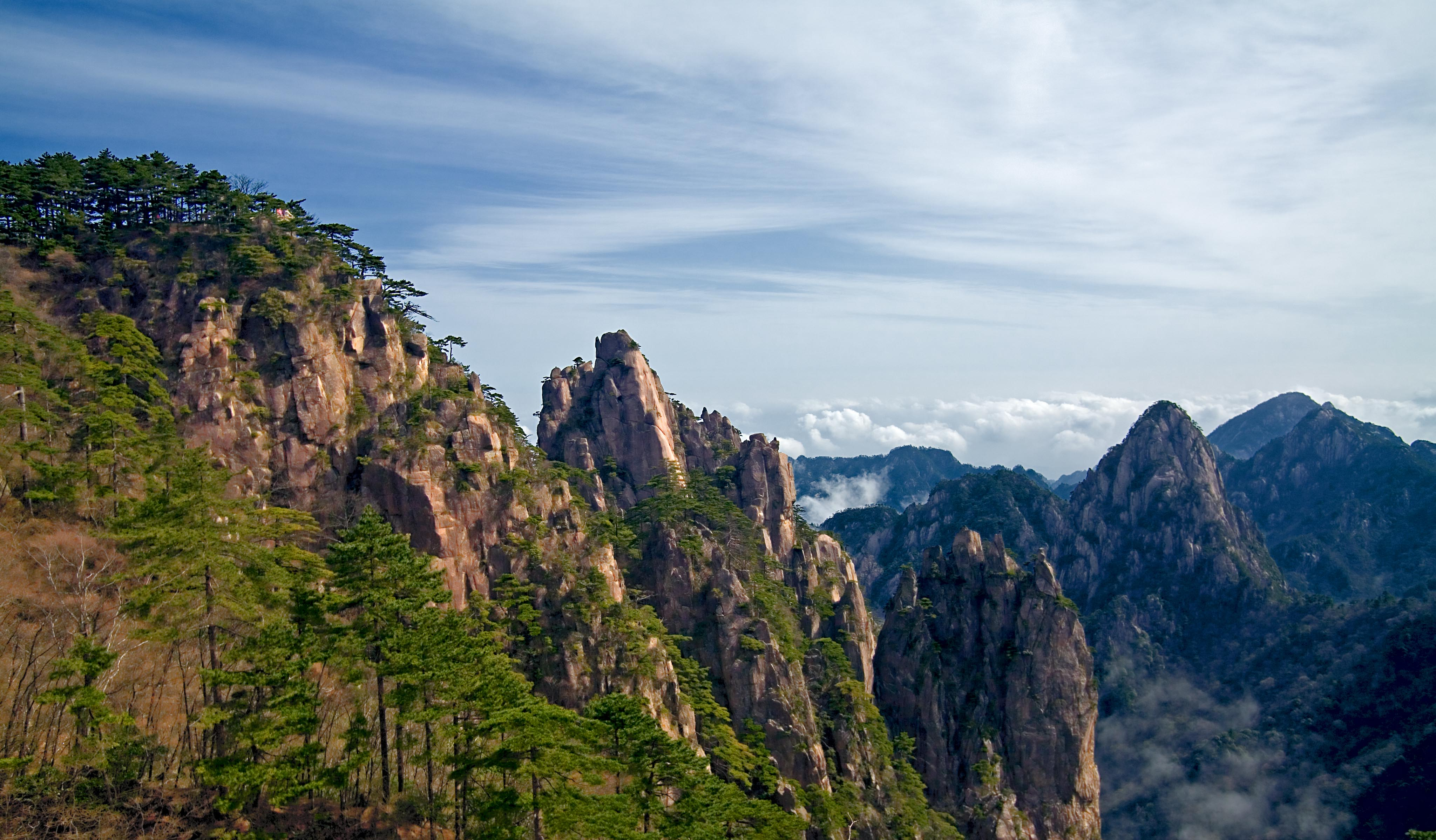
"Dãy núi Hallelujah" nổi của Pandora được lấy cảm hứng một phần từ dãy núi Hoàng Sơn của Trung Quốc (ảnh).

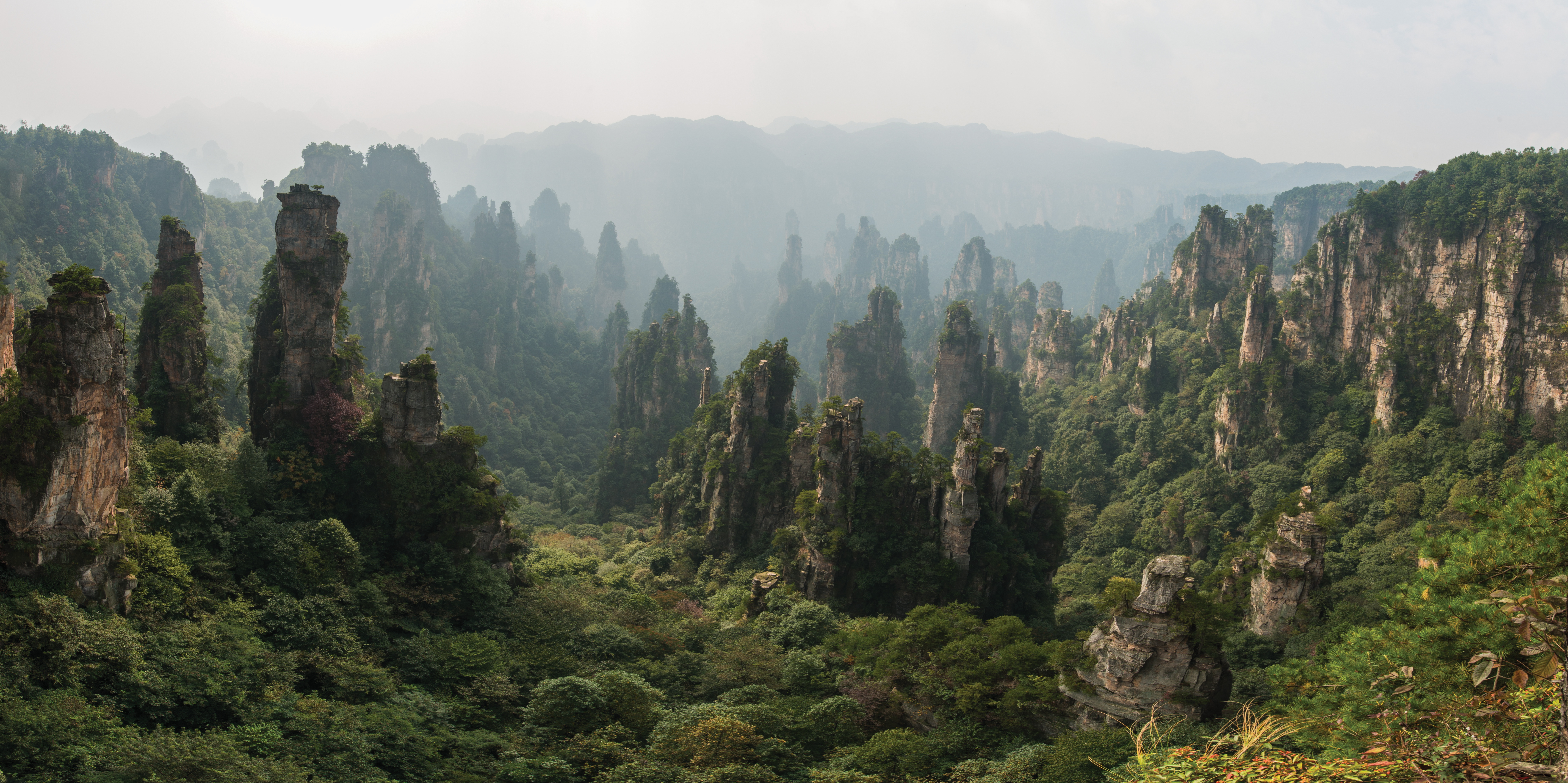
Công viên rừng quốc gia Trương Gia Giới

### Hiệu ứng hình ảnh

Cameron đã đi tiên phong trong việc sử dụng một chiếc máy ảnh được thiết kế đặc biệt tích hợp trong một cần trục 6 inch cho phép ghi lại và ghi lại nét mặt của các diễn viên dưới dạng kỹ thuật số để các nhà làm phim hoạt hình sử dụng sau này.

## Sản xuất